# Kleine Kapela
De Kleine Kapela (Kroatisch: Mala Kapela) is een bergmassief van de Dinarische Alpen gelegen in Kroatië.
Het massief verloopt van het noordoosten tot het zuidwesten en wordt gescheiden van de Grote Kapela door de top van de berg Vrh Kapele (887 meter). De hoogste berg van de Kleine Kapela is de Seliški Vrh, met een top van 1280 meter. De Kleine Kapela ligt in de buurt van de beroemde Meren van Plitvice. 
De Mala Kapela-tunnel in de snelweg A1 doorkruist het massief over een lengte van 5,8 kilometer.